# Wielka Pustynia Błędowska
Wielka Pustynia Błędowska, znana również jako Duża Pustynia Błędowska – aktualnie zarośnięty zespół lotnych piasków pochodzenia antropogenicznego, leżący na pograniczu Wyżyny Śląskiej i Wyżyny Olkuskiej, rozciągający się na przestrzeni ok. 150 km². W jego skład wchodzą: Pustynia Ryczowska (ok. 1 km²), Pustynia Starczynowska (ok. 5 km²), Pustynia Błędowska (ok. 33 km²). Aktualnie tylko 35% dawnego obszaru Wielkiej Pustyni Błędowskiej jest niezalesione.

## Historia

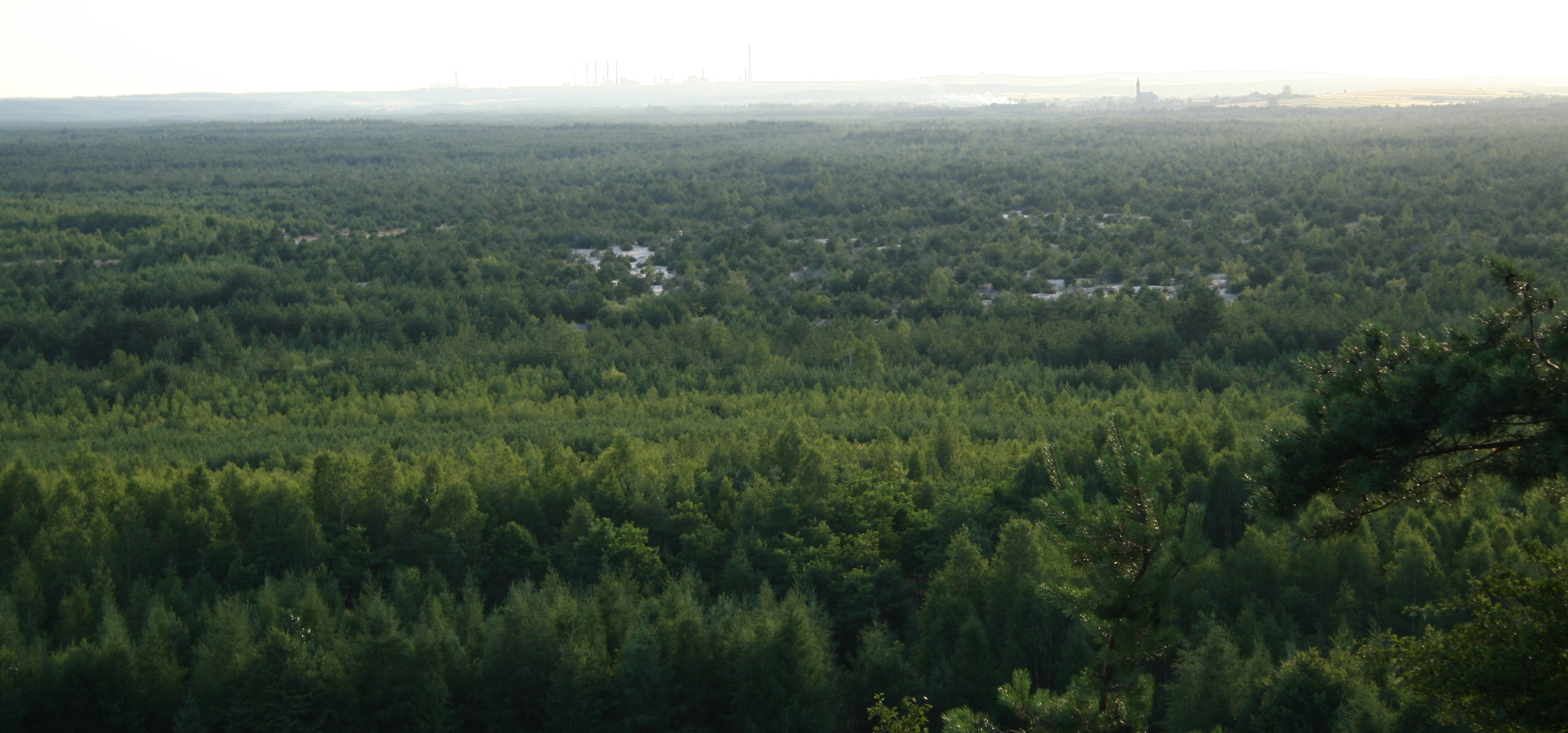
Zarośnięta południowa część Pustyni Błędowskiej widziana ze wzgórza Czubatka.

Podczas następujących po sobie zlodowaceń do doliny, w której znajdują się pustynie, stopniowo nanoszone były kolejne porcje piasków i żwirów. Gdy na terenach, na których położony jest zespół, minęła epoka lodowcowa, pojawił się gęsty las, który w okolicach XIII wieku zaczął być intensywnie eksploatowany. Do powstałych w rejonie Olkusza kopalni srebra oraz ołowiu potrzebne były spore ilości drewna wykorzystywanego do wzmacniania konstrukcji szybów kopalnianych. Intensywna wycinka drzew oraz pobór wód gruntowych na terenach, gdzie podłoże stanowią żwiry i piaski, doprowadziły do powstania pustyń o pochodzeniu antropogenicznym. Od 1949 r. obszary zaczęto obsadzać m.in. wierzbą kaspijską i sosną. Celem tej praktyki była ochrona Olkusza przed nawiewaniem lotnych piasków.
Jeszcze do lat 70. na obszarze Pustyni Błędowskiej rosła endemiczna roślina – warzucha polska. Obecnie podejmuje się działania mające na celu uchronienie obszaru Pustyni Błędowskiej poprzez karczowanie sukcesywnie zarastających drzew.
Do niedawna na terenie tym można było obserwować zjawiska charakterystyczne dla naturalnych pustyń, jak fatamorgany, burze piaskowe i wydmy. Obecny pejzaż pustyni staje się coraz mniej pustynny.

## Zespoły Krajobrazowe

### Pustynia Błędowska
Rozciąga się od Błędowa (dzielnicy Dąbrowy Górniczej) na zachodzie do gminy Klucze na wschodzie. Granicą północną pustyni jest wieś Chechło, a na południu jest ograniczona dużym obszarem leśnym. Pustynia ma niecałe 10 km długości i szerokość do 4 km. Piaski mają średnią miąższość 40 m, maksymalnie 70 m. Przez pustynię, ze wschodu na zachód, przepływa Biała Przemsza. Obszar pustyni objęty jest programem ochrony Natura 2000. Średnia głębokość piasków wynosi 17–20 m. Od wczesnych lat XX wieku pustynia wykorzystywana była jako poligon.

### Pustynia Starczynowska
Niemal całkowicie zarośnięty obszar lotnych piasków (w latach 30. XX wieku piasek zajmował powierzchnię około 5 km²). Leżący w województwie małopolskim, powiecie olkuskim na zachód od miejscowości Bukowno. Szacuje się, że piasek może zalegać w tym miejscu do 20 m głębokości.

## Turystyka
Zespół jest atrakcyjnym terenem wędrówek przebiega przez niego między innymi  Szlak pustynny.

## Literatura
- Cyprian Skała, Jura Krakowsko-Częstochowska, Bielsko-Biała: Pascal, 2005, ISBN 83-7304-398-5.
- Tadeusz Szczypek i inni, Pustynia Błędowska – fenomen polskiego krajobrazu, Krzeszowice: Kubajak, 2001, ISBN 83-7323-005-X. Brak numerów stron w książce